# Illékonyság
Illékonyság, vagy volatilitás fizikában és kémiában a folyékony és/vagy szilárd halmazállapotú anyagoknak az elpárolgásra való készségét értelmezi. Az elpárolgásra való készség a folyadékok és szilárd anyagok gőznyomásával függ össze, ami a hőmérséklettel emelkedik.
A szilárd anyagoknak a folyékony halmazállapotuk átlépésével való elpárolgását szublimációnak nevezzük.

## A folyadékok gőznyomása és normális forráspontja közötti kapcsolat
A gőznyomás az a gázfázis nyomás ami egy adott hőmérsékleten egyensúlyt tart az anyag szilárd, vagy folyékony halmazállapotú fázisa által gyakorolt nyomásával.
A folyadékok forráspontja az a hőmérséklet amelyen a folyadék gőznyomása a környezeti nyomással egyensúlyban van. A normális forráspont pedig az a hőmérséklet amelyen a gőznyomás tengerszint feletti magasságban az átlagos atmoszferikus nyomással, vagyis 1 atmoszférával van egyensúlyban.

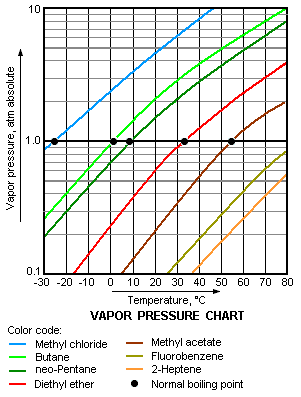
Néhány folyadék tipikus gőznyomásdiagramja